# Rayton Fissore Magnum
La Rayton Fissore Magnum (ribattezzata LaForza sul mercato statunitense) è un veicolo fuoristrada 4x4 prodotto dalla casa automobilistica italiana Rayton Fissore a partire dal 1985 nello stabilimento di Cherasco (CN).
Dopo numerose vicende legali che hanno coinvolto la casa costruttrice e i suoi soci la produzione termina ufficialmente nel 2003 con le ultime scocche assemblate dalla LaForza Automobiles Inc. nello stabilimento di Brighton (Stati Uniti).

## Il contesto
La Magnum, disegnata da Tom Tjaarda (ideatore tra l'altro anche della Fiat 124 Sport Spider e della De Tomaso Pantera) e presentata al Salone dell'automobile di Torino nel 1985, era un veicolo basato sul telaio accorciato e ribassato dell'Iveco 4x4 WM40-10 con il quale condivideva anche gran parte della meccanica (differenziali, freni, sospensioni).
Tra i tratti caratteristici vi erano: il profilo del tetto senza gocciolatoi, i paraurti in compositi (versione italiana) e PVC (versione americana) verniciati e inglobati nella linea del disegno della vettura, ampie vetrature, linee arrotondate, interni in pelle (compresi pannelli porte e plancia) e finiture in radica. Accessori come aria condizionata, vetri elettrici, impianto stereo a scomparsa, volante regolabile e lunotto termico facevano parte della dotazione di serie, cosa non comune per il 1985.
La scocca era costituita da una ossatura a tubi quadri a cui erano imbullonati i pannelli della carrozzeria, con un metodo brevettato dalla Rayton Fissore e denominato “Univis”. Questa struttura apportava ulteriore rigidità al già robusto sotto-telaio a longheroni e traverse. Quasi tutte le scocche della Magnum 4x4 vennero prodotte dalla Goldencar di Caramagna, per poi essere allestite e completate allo stabilimento della Rayton Fissore di Cherasco. Alcuni particolari della componentistica, come la fanaleria ad esempio, provenivano da veicoli di produzione di massa.

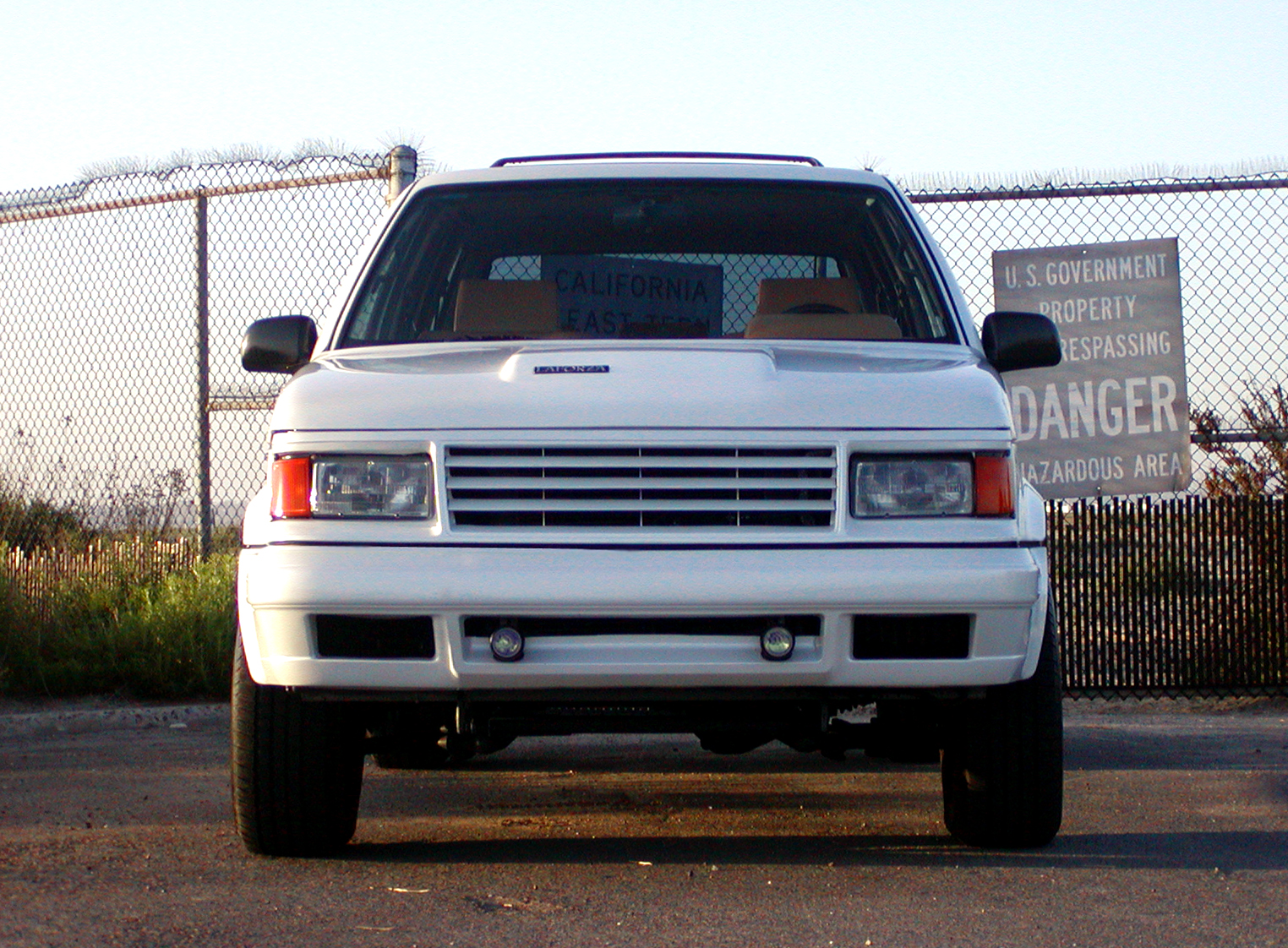
Vista frontale LaForza Magnum Edition 98

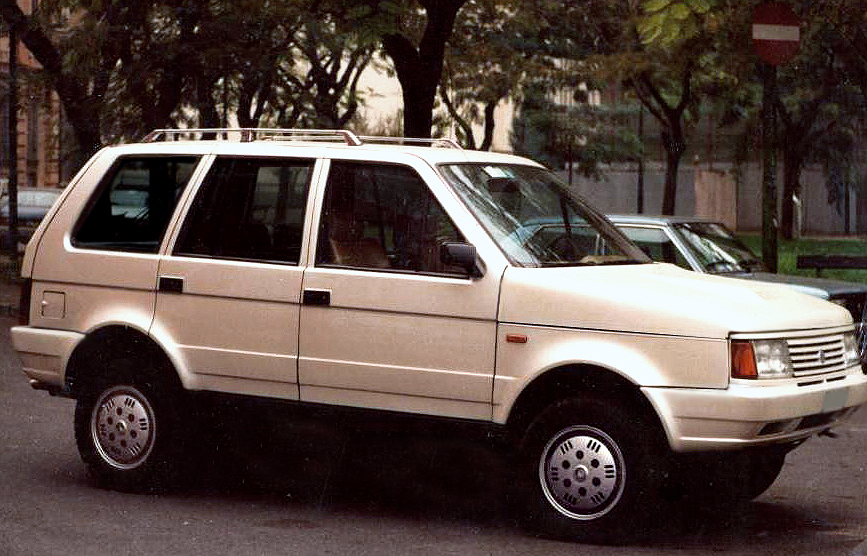
Rayton Fissore Magnum 4x4 Turbodiesel Anno 1986

Ricevette un'accoglienza relativamente fredda dal mercato automobilistico italiano, furono prodotti circa 6000 Magnum in 18 anni comprese le versioni Americane (circa 1200), queste ultime aggiornate e assemblate dalla Pininfarina (negli anni 1988/1989/1990) e successivamente fornite direttamente dalla Rayton Fissore oramai divenuta Magnum Industriale (1998/2002).
Approssimativamente 1500 Magnum nelle versioni turbodiesel VM vennero venduti alle forze dell'ordine fino alla fine degli anni novanta (la Polizia ne adottò un numero cospicuo fino al 1998, utilizzandoli anche per numerosi anni a venire. Esemplari furono consegnati anche alla Guardia di finanza, Corpo forestale dello stato e vari altri enti, anche locali), alcune nelle versioni blindate livello 3-4. Il resto delle versioni con le motorizzazioni turbodiesel Sofim, turbodiesel VM Motori, FIAT/Lancia "Volumex" e il raro motore V6 Alfa Romeo (Busso) (circa 120 esemplari) vennero commercializzate per lo più in Italia e Francia.
In Italia la commercializzazione terminò ufficialmente nel 1993, al contrario in America venne continuamente affinato e venduto fino al 2003 con il marchio LaForza. Le versioni destinate agli USA montavano motori di grossa cilindrata provenienti da supersportive quale il 5.0 V8 della Ford Mustang GT, e il 6.0 V8 Vortec usato da vari modelli General Motors.
Per le prime versioni americane si optò per il 5.0 EFI V8 Ford accoppiato ad una trasmissione automatica AOD (automatic over drive) con 4 marce. Il riduttore ripartitore era un New Process 229s utilizzato anche da svariate Jeep dell'epoca e alcuni modelli Ford, pick-up e fuoristrada (Bronco, F150, F250). Le riviste specializzate dell'epoca ("Road & Track" e "Car and Driver") esprimono tutte critiche molto positive specialmente riguardo alla facilità di guida, capacità fuoristradistiche, tenuta di strada, solidità e spazio interno.
Nel tempo, anche il produttore europeo del veicolo, poi denominato Magnum Industriale s.r.l., viene acquisito da Laforza e sostituito da una nuova entità di diritto denominata Laforza International S.p.A. con sede sempre a Cherasco. Nei progetti imprenditoriali, questo avrebbe dovuto essere il centro nevralgico del particolare SUV italiano. Nel frattempo, oltre alla produzione di serie (sia italiana che statunitense), prosegue anche la ricerca: alcune delle ultime versioni della Laforza, vengono costruite con motori GM di 6000 di cilindrata, aspirate oppure sovralimentate con compressore Eaton con potenze da 325 a 455 CV, tra cui, alcuni prototipi ristilizzati e migliorati nella telaistica che avrebbero dovuto entrare in produzione nel 2003-2004, ma che non ebbero seguito a causa della chiusura de "Laforza automobiles" nel 2003.
Da sottolineare come dalla scelta, caduta sul Magnum della Rayton Fissore, da parte di molti Enti Pubblici centrali e locali (per impieghi spesso non da fuoristrada) derivarono più o meno direttamente, a carico dei vertici della Carrozzeria omonima e di diversi uomini politici e burocrati, lunghi procedimenti giudiziari già dal 1992; l'insieme di tali procedimenti si è però concluso senza che siano emerse chiare responsabilità o illeciti evidenti.

## Il Magnum 4x4 VAV
Il Magnum 4x4 VAV (Veicolo Attacco Veloce) fu elaborato dalla casa in funzione del bando dell’Esercito Italiano (poi non vinto) per un veicolo 4x4 leggero con 8 posti.
Il Magnum 4x4 VAV deriva strettamente dal modello stradale, a parte il motore, (un Iveco Sofim di 2800cc di cilindrata 4 cilindri turbo diesel), telaio e parte inferiore della carrozzeria che (seppur adattata al nuovo utilizzo del veicolo) è riconducibile alla Magnum stradale. La differenza sostanziale riguarda la parte superiore del veicolo, in versione torpedo, caratterizzata da due rollbar di sezione circolare realizzati in acciaio al cromo molibdeno, facilmente smontabili dalle loro sedi e trasportabili a bordo del veicolo. Questa caratteristica, insieme al parabrezza abbattibile completamente ridisegnato, rendeva il veicolo aviolanciabile.
Un'altra differenza rispetto alla versione civile furono i gruppi ottici, modificati per rispondere alle normative NATO dell'epoca e l'impianto elettrico che era ridisegnato e impermeabilizzato.
Ne sono stati creati due prototipi (attualmente ancora esistenti e di proprietà di privati): uno in versione torpedo con rollbar e centine, l'altro con tetto rigido rimovibile.
La disposizione dei posti era a due file parallele di tre sedili e due panchette per una persona ciascuna in coda. Per ricavare lo spazio sufficiente, la ruota di scorta fu spostata all’esterno sul portellone posteriore
L'unica motorizzazione disponibile era il SOFIM 8140.43 di 2.8 litri, in grado di sviluppare 118 CV a 3600 giri/min e una coppia di 270 Nm disponibile già a partire da 1.800 giri. Questo motore è nato da una profonda rivisitazione del 2.5 litri turbodiesel utilizzato in precedenza sulle prime versioni dei Magnum stradali dal 1985 al 1987.
Per migliorarne le capacità in fuoristrada, i paraurti vennero completamente ridisegnati per ottenere angoli di attacco migliori (48° sia in entrata che in uscita).
L'altezza da terra minima era di 25 cm.

## Motorizzazioni

### Benzina (mercato europeo)
| Modello            | Motore            | Tipo       | Cilindrata (cm³) | Potenza                    | Coppia motrice    | Velocità (km/h) | Peso (kg) |
| Magnum 4x4 Volumex | FIAT 2.0 Bialbero | 4 cilindri | 1995             | 101 kW (138 CV @ 5500 rpm) | 205 Nm @ 3000 rpm | 155             | 2200      |
| Magnum 4x4 V6      | Alfa Romeo 2.5 V6 | 6 cilindri | 2492             | 118 kW (160 CV @ 5600 rpm) | 206 Nm @ 4400 rpm | 168             | 2200      |

### Benzina (mercato americano)
| Modello              | Motore                         | Tipo       | Cilindrata (cm³) | Potenza             | Coppia motrice                | Velocità (km/h)   | Peso (kg) |
| Laforza 5litres      | Ford 5.0 EFI                   | 8 cilindri | 5000             | (187 CV @ 3000 rpm) | 270 ft/lb (366 Nm) @2400 rpm  | 180               | 2300      |
| Laforza supercharged | Ford 5.0 HO                    | 8 cilindri | 5000             | (320 CV @ 4000 rpm) | 395 ft/lb (535 Nm) @2400 rpm  | 180               | 2350      |
| Laforza 5.8          | Ford 5.8 HO                    | 8 cilindri | 5800             | (240CV @ 4000 rpm)  | 325 ft/lb (441 Nm) @ 2400 rpm | 180               | 2300      |
| Laforza 6.0          | GM vortec 6.0 LQ4 supercharged | 8 cilindri | 6000             | (455 CV @ 5200 rpm) | 495 ft/lb (671 Nm) @ 4000 rpm | auto limitata 180 | 2380      |
| Laforza 6.0          | GM vortec 6.0 LQ4              | 8 cilindri | 6000             | (325 CV @ 5200 rpm) | 360 ft/lb (488 Nm) @ 4000 rpm | auto limitata 180 | 2380      |

### Diesel (mercato europeo)
| Modello          | Motore                           | Tipo       | Cilindrata (cm³) | Potenza                   | Coppia motrice    | Velocità (km/h) | Peso (kg) |
| Magnum 4x4 Sofim | Iveco Sofim 2.5TD                | 4 cilindri | 2445             | 66 kW (92 CV @ 4000 rpm)  | 196 Nm @ 2200 rpm | 145             | 2230      |
| Magnum 4x4 VM    | VM Motori HR492HT (turbodiesel)  | 4 cilindri | 2393             | 80 kW (110 CV @ 4200 rpm) | 252 Nm @ 2400 rpm | 150             | 2230      |
| Magnum 4x4 VM    | VM Motori HR425CLI (turbodiesel) | 4 cilindri | 2498             | 88 kW (120 CV @ 4200 rpm) | 258 Nm @ 2500 rpm | 156             | 2300      |